# Відеореклама
Відеореклама — форма реклами, що зазвичай розміщується в інтернеті, і направлена на створення іміджу компанії, просунення послуг чи товарів, представлення інформації з метою підвищення продажу.
Відмінною рисою відеореклами в інтернеті є взаємодія між компанією, що розміщує рекламу, і аудиторією, що передивилась рекламний відеоролик. У зв'язку з тим, що відеореклама часто розміщується на популярних відеохостингах, таких як YouTube, Vimeo тощо, аудиторія отримує можливість залишати відгуки і формувати свій власний рейтинг відео. Станом на 2021 рік українські користувачі інтернету переглядають по 20 рекламних відеороликів на день.
Представники компанії отримують своєю чергою інформацію про кількість переглядів запису, географічну статистику — місце проживання глядачів, статистику переглядів по днях. Ці дані дозволяють оцінювати ефективність рекламної діяльності, давати прогнози про конверсії. Також популярність відеореклами в Інтернеті зумовлена відносно низькими цінами на розміщення того чи іншого ролика. У 2021 рік відеореклама є другим за обсягом бюджетів видом цифрового маркетингу в Україні, експерти оцінюють ринок відеооголошень у понад 6 млрд грн.

## Види відеореклами
Сучасну діджитал-відеорекламу можна класифікувати за платформою, на якій її розміщено. Формат, тривалість і зображальні засоби залежать від способу сприйняття контенту, прийнятого на майданчику. Відповідно, будуть відрізнятись відеоролики, зняті для:
- YouTube,
- TikTok,
- Instagram,
- In-app просування (реклама в мобільних застосунках) тощо.